# Giuseppe Capparoni
Giuseppe Capparoni (Roma, 1800 ca. – Roma, 1879) è stato un incisore, pittore e editore italiano.

## Biografia
Figlio di Gaspare, scultore e intagliatore di gemme, e di Elisabetta Pacini. Dalla prima moglie Angela Antonelli ebbe quattro figli: Elisabetta, Gaspare che fu medico, Salvatore (morto nel 1831 in tenera età) e Silverio, pittore che divenne cellebre dell'epoca di Pio IX. Rimasto vedovo, Giuseppe Capparoni contrasse matrimonio con Adelaide Blasi, dalla quale ebbe altri figli.
Pittore, incisore e negoziante di stampe, abitante in via del Corso 310 - vicino alla chiesa di San Marcello al Corso e accanto alla propria tipografia, in via del Corso 311 - Giuseppe Capparoni si trasferì più tardi nella vicina via dell'Umiltà e sembra che abbia ceduto la tipografia.

### Incisore e disegnatore
Capparoni realizzò Raccolte di stampe, veri figurini di personalità della Curia papale, di preti e di monache appartenenti a ordini religiosi diversi. Sono tavole all'acquaforte, di 140 mm. x 90 mm. circa, di cui conosciamo esemplari acquerellati. La prima Raccolta comprende le tavole di monaci e preti. La seconda Raccolta comprende figurini della corte papale.
Il primo libro ha sul frontespizio l'incisione Traditio clavis e il secondo porta una Allegoria della Chiesa. La terza Raccolta riguarda le monache e le religiose. Alcune di queste stampe risultano disegnate da Capparoni e incise da Bartolomeo Pinelli.
Una serie di 29 incisioni tratte da Capparoni, di costumi della corte del papa, fu edita nel 1838 - insieme ad altre simili, ma disegnate e incise da altri artisti - sotto il comune titolo Miscellanea dei costumi della corte papale.
Una collezione non omogenea di 37 di queste stampe si trova al Museo di Roma a palazzo Braschi. Esemplari delle varie serie si conservano anche nelle collezioni del British Museum.

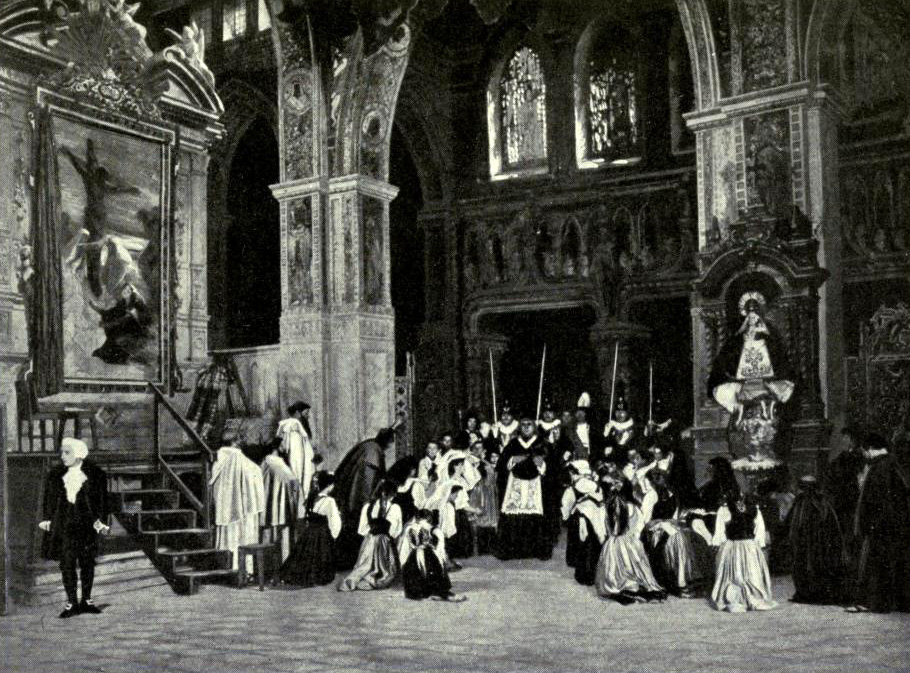
Tosca, Te Deum, atto I (1917)

### Costumi per laTosca
Parte delle incisioni di Capparoni dei costumi della Curia romana - tra cui Bussolante di Sua Santità, Cameriere secreto di Sua Santità, Fedele del Senato, Sergente della Guardia svizzera armato nelle funzioni solenni, Conservatore, Mazziere della Cappella Pontificia, Svizzero armato nelle funzioni solenni, Senatore e paggi, Prefetto del Cerimoniere Pontificio, Cardinale dell'Ordine dei Vescovi, Uditore di Rota con Croce Papale, Cavaliere di spada e cappa, Palafreniere in sala Decano de' Cardinali, Caudatario in Cappella e Gentiluomo di Cardinale - furono utilizzate come modello, per i personaggi della processione del Te Deum, nella prima rappresentazione di Tosca, atto I (Roma, Teatro Costanzi, 14 gennaio 1900).

### Altre incisioni
Incisioni di Giuseppe Capparoni:
- Ritratto calcografico di papa Leone XII.
- Ritratto calcografico di papa Gregorio XVI, 1831.
- Santa Susanna V. M., Gius. Capparoni fece, 1832. Acquaforte e bulino, 160x230 mm.

Della sua attività di tipografo, ricordiamo:
- (FR) Gaspard Dughet, Douze paysages peints par le célèbre Gaspard Poussin déssinés et gravés par Giuntotardi[4] publiés par Joseph Capparoni, Roma, [Editore: Giuseppe Capparoni], s. a, SBN RMRE004538.
- Bartolomeo Pinelli, Incontro tra i Pellegrini di Sezze e il brigante Gasbarrone il 19 settembre 1825, [Editore: Giuseppe Capparoni]. Incisione, 352x490 mm.

Incisioni tratte da disegni di Giuseppe Capparoni:
- Nel 1831 la tipografia Salviucci pubblicò a Roma Le principali quattro basiliche di Roma, opera composta da quattro fascicoli, con un testo esplicativo e con l'aggiunta di tavole incise, tratte da disegni di Giuseppe Capparoni. (Un fascicolo si conserva alla Biblioteca Vaticana).
- Salvatore Busuttil, Le sante sorelle Pudenziana e Prassede vergini, figlie di S. Pudente senatore romano, indefesse di giorno e di notte con sommo zelo e carità cercavano i corpi e raccoglievano il sangue dei Santi Martiri per dargli onorevole sepoltura : rappresentato nel cimiterio della Venerabile Archiconfraternita di Santa Maria dell’Orazione e Morte di Roma per il solenne ottavario dei fedeli defunti nell’anno 1830 / Giuseppe Capparoni inventò, e disegnò; Salvatore Busuttil incise; Vincenzo Natini sculpì in cera, Roma, s. e., 1830, SBN RML0194685. Acquaforte, 264x350 mm.
- Alessandro Mochetti, La traslazione del corpo del principe degli Apostoli fatta da S. Cornelio papa dalle catacombe al Vaticano ad istanza della matrona santa Lucina: rappresentato nel cimiterio della venerabile Archiconfraternita di S. Maria dell'Orazione e Morte di Roma per il solenne ottavario dei fedeli defonti nell'anno 1833. Giuseppe Capparoni inventò e dis.; Vincenzo Natini sculpì in cera; Alessandro Mochetti inc., Roma, s. e., 1833, SBN RML0194700. Acquaforte, 232x283 mm.
- Niccolò della Vergine, Ristretto istorico della vita, virtù e miracoli del B. Michele Dei Santi sacerdote professo dell'ordine de' religiosi scalzi della SS. Trinità, Roma, Giovanni Olivieri, 1851, SBN TO01736270. Con tavola disegnata da Giuseppe Capparoni e incisa da B. Consorti.

### Pittore
Come pittore, Giuseppe Capparoni è ricordato per il Matrimonio della Vergine e per la Sacra Famiglia, nella Basilica di Sant'Andrea delle Fratte, a Roma, dove si conservano anche due suoi piccoli dipinti per la Via Crucis. Degli affreschi di Capparoni nel Duomo di Ripatransone del 1840-1850 - sostituiti con affreschi moderni nel 1959-1960 - resta un frammento in una delle sacrestie. Disegni preparatori si conservano a Palazzo Bonomi Gera (Ripatransone).